# Yada Yusuke
Yusuke Yada (sinh ngày 22 tháng 9 năm 1983) là một cầu thủ bóng đá người Nhật Bản.

## Sự nghiệp câu lạc bộ
Yusuke Yada đã từng chơi cho ALO's Hokuriku, Sagan Tosu và Kataller Toyama.